# Grégory Obert
Pour les articles homonymes, voir Obert.
Grégory Obert, né le 15 avril 1981 à Charleroi, est un pongiste belge. Double médaillé aux championnats d'Europe jeunes de Paris en 1994, champion du monde jeune francophone en 1996 à Tunis, demi finaliste aux championnats de Belgique série A en 2007, vice-champion de Belgique 2009 derrière Jean-Michel Saive, champion de Belgique double série A en 2001 avec Sébastien Massart et en 2012 et 2013 avec Damien Delobbe, triple champion de Belgique avec La Villette Charleroi en 1999, 2000 et 2001, il s'est retiré de la compétition à 34 ans à la suite d'une tendinite périarthrite de l'épaule gauche.